# Piré-sur-Seiche
Piré-sur-Seiche foi uma comuna francesa na região administrativa da Bretanha, no departamento de Ille-et-Vilaine. Estendia-se por uma área de 36,34 km². Em 2010 a comuna tinha 3 020 habitantes (densidade: 83,1 hab./km²).
Em 1 de janeiro de 2019, passou a formar parte da nova comuna de Piré-Chancé.